# Марк Юний Брут (обвинител)
Вижте пояснителната страница за други личности с името Марк Юний Брут.
Марк Юний Брут (на латински: Marcus Junius Brutus) e политик, сенатор и юрист на Римската република и прадядо на Марк Юний Брут, убиецът на Цезар.
Произлиза от клон Брут на фамилията Юнии. Син е на юрист Марк Юний Брут (претор 140 пр.н.е.), един от създателите на римското цивилно право. Внук е на Марк Юний Брут (консул 178 пр.н.е.).
Марк Юний Брут става известен като обвинител след 114 пр.н.е. Той е баща на Марк Юний Брут († 82 пр.н.е., претор 88 пр.н.е.), който е баща на Марк Юний Брут Старши (военен трибун 83 пр.н.е. и първият съпруг на Сервилия Цепионис), бащата на Марк Юний Брут (убиецът на Цезар).